# Kim Jin-tae
Đây là một tên người Triều Tiên, họ là Kim.
Kim Jin-tae (tiếng Hàn: 김진태; Hanja: 金鎭台; sinh ngày 13 tháng 10 năm 1964) là một chính trị gia người Hàn Quốc, Thống đốc tỉnh Gangwon. Ông trước đây từng là công tố viên. Ông là đại biểu Quốc hội từ 2012 đến 2020.

## Xuất thân
Kim Jin-tae sinh ngày 13 tháng 10 năm 1964 tại Chuncheon, tỉnh Gangwon. Ông vào Trường Luật Đại học Quốc gia Seoul năm 1983.

## Sự nghiệp chính trị
Kim được Đảng Tự do đề cử trong cuộc bầu cử lập pháp năm 2012 và được bầu ở Chuncheon, tỉnh Gangwon. Tháng 2 năm 2016, ông tuyên bố ứng cử vào cuộc bầu cử lập pháp năm 2016 và giành được đề cử của Đảng Tự do để tái đắc cử khi đánh bại ứng cử viên Heo Young của Đảng Dân chủ.
Vào ngày 14 tháng 3 năm 2017, ông tuyên bố sẽ tranh cử tổng thống. Tuy nhiên, ông đã bị Hong Jun-pyo đánh bại trong cuộc bầu cử sơ bộ tổng thống của Đảng Hàn Quốc Tự do.